# Корнеліс Гін
Корнеліс Гін (нід. Cornelis Hin, 6 жовтня 1869 — 21 жовтня 1944) — нідерландський яхтсмен.
Олімпійський чемпіон 1920 року в класі Дінгі 12 футів.